# Thecla smaragdus
Thecla smaragdus är en fjärilsart som beskrevs av Druce 1907. Thecla smaragdus ingår i släktet Thecla och familjen juvelvingar. Inga underarter finns listade i Catalogue of Life.